# 單環β-内醯胺

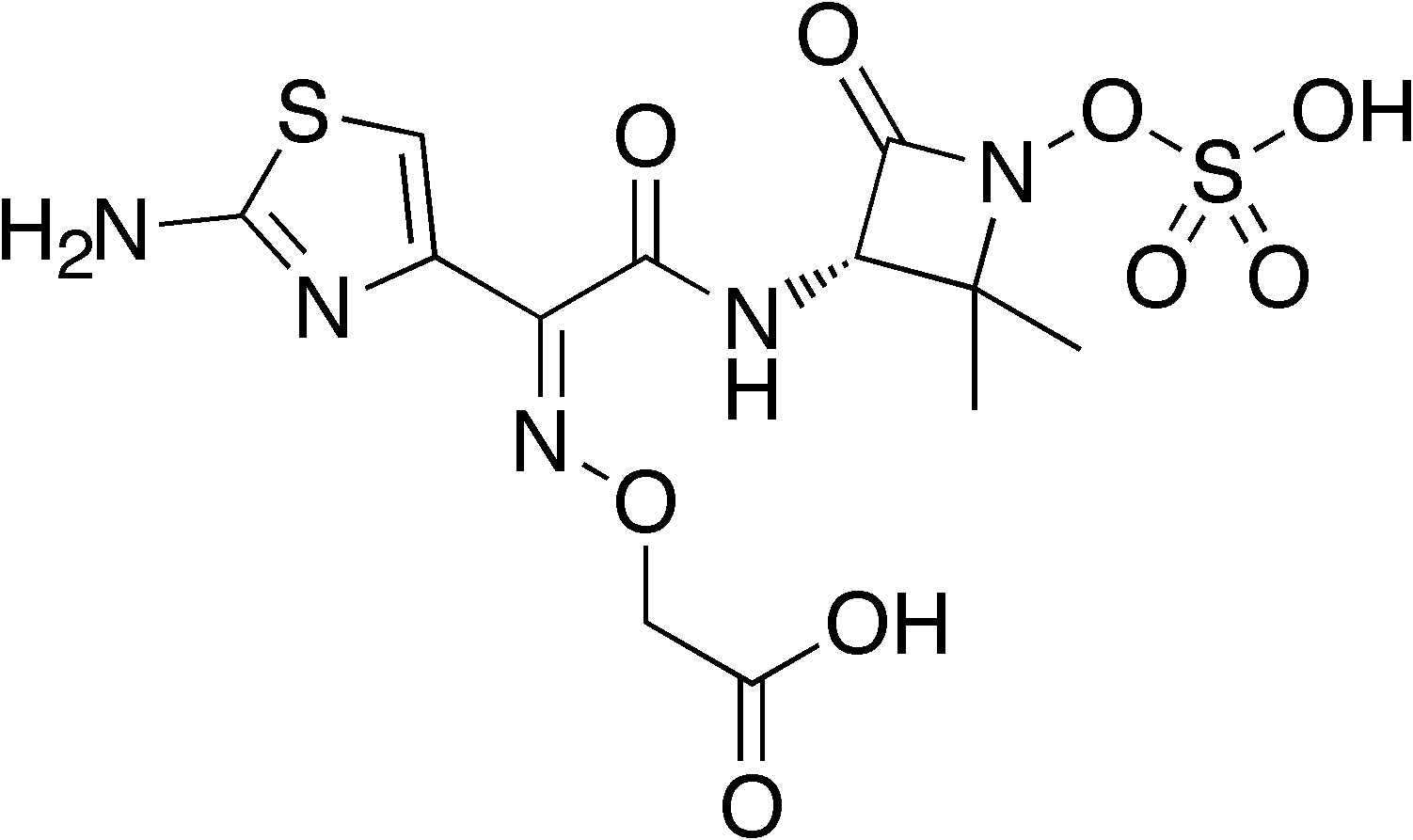
替吉莫南

单环β-内酰胺（英語：monobactams）是一类β-内酰胺抗生素，“单环”是指其β-内醯胺环单独存在，不与其它环融合成稠环。
常见的有氨曲南、替吉莫南、卡芦莫南等。